# 엠에스팀엔터테인먼트
엠에스팀 엔터테인먼트(MSTeam Entertainment)는 대한민국의 연예 기획사이다. 2012년 3월 19일 바른손 엔터테인먼트에서 엠에스팀 엔터테인먼트로 사명을 변경하였다.

## 소속 연예인
- 손예진
- 고성희
- 이민정
- 위하준
- 이초희
- 홍기준

## 과거 소속 연예인
- 문채원
- 김하늘
- 이은재
- 배두나
- 채민서
- 박윤재
- 황신혜